# Heterachthes xyleus
Heterachthes xyleus är en skalbaggsart som beskrevs av Martins 1974. Heterachthes xyleus ingår i släktet Heterachthes och familjen långhorningar. Inga underarter finns listade i Catalogue of Life.